# Les Petites Passions
Pour plus de détails, voir Fiche technique et Distribution.
Les Petites Passions (Увлеченья, Ouvletchenya) est un film russe réalisé par Kira Mouratova, sorti en 1994.
Le film est inspiré par une nouvelle de Boris Denikhine.

## Fiche technique
- Titre original : Увлеченья, Ouvletchenya
- Titre français : Les Petites Passions
- Réalisation : Kira Mouratova
- Scénario : Kira Mouratova et Evgeny Golubenko
- Pays d'origine : Russie
- Format : Couleurs - 35 mm - Mono
- Genre : drame
- Durée : 111 minutes
- Dates de sortie :
  - Allemagne : 21 février 1994 (Berlinale 1994)
  - Russie : 4 mars 1994

## Distribution
- Renata Litvinova : Lilia
- Svetlana Kolenda : Violetta
- Mikhail Demidov : Kasianov
- Vasily Ribakine : Nikolaev
- Alexeï Chevtchenko : Sacha Milashevski
- Sergueï Popov : instructeur

## Distinction

### Récompenses
- Kinotavr 1994 : prix spécial du jury
- Nika 1995 : prix du meilleur film et de la meilleure réalisation

### Sélection
- Berlinale 1994 : sélection en section Panorama